# 岡部 (金属加工)
岡部株式会社（おかべ、英: OKABE CO., LTD.）は、東京都に本社を置く金属建材メーカー。主に建設関連製品の製造などを行う。

## 生産拠点
- 久喜工場 - 埼玉県久喜市河原井町6番地
- 茨城工場 - 茨城県下妻市半谷1100-1
- 京都工場 - 京都府久世郡久御山町大字佐山新開地88

## 沿革
- 1917年 - 個人商店として創業。
- 1933年10月 - 合資会社岡部鉄工所を設立。
- 1944年2月 - 合資会社岡部鉄工所を改組し、岡部鉄工株式会社を設立。
- 1956年6月 - 通商産業大臣によりフォームタイ類につき日本工業規格表示を認可される。
- 1962年4月 - 埼玉県越谷市に東京工場を新設し、操業開始。
- 1963年8月 - 岡部商事を吸収合併し、社名を岡部株式会社に変更。
- 1968年7月 - 京都府久世郡久御山町に京都工場を新設し、操業開始。
- 1969年10月 - 山陽資材との共同出資で、広島市に山陽岡部株式会社を設立。
- 1972年7月 - 東証二部上場。
- 1975年11月 - 東京工場を全面移転。埼玉県久喜市久喜菖蒲工業団地に久喜工場を新設し、操業開始。
- 1977年7月 - アメリカ・イリノイ州にオカベCO.,INC.（連結子会社）を設立。
- 1982年9月 - 第1次分社計画の実施にともない、従来の支店・営業所を分離独立、当社100%出資の販売子会社とする。
- 1986年2月 - 第2次分社計画の最終段階として、主要製品の製造部門を分離独立、当社100%出資により岡部機工株式会社を設立。
- 1988年
  - 5月 - 当社100%出資によるオカベリース株式会社を設立。
  - 6月 - 小林産業株式会社およびサンコー株式会社との共同出資によって、オカコー四国株式会社を新設（同社の持株比率45%）し、岡部四国販売株式会社の事業を同社に移管。
- 1988年11月 - カナダにおいて、コースト・ホテルズ・グループの持株会社の株式を全株取得。ホテル事業へ進出。
- 1991年
  - 5月 - 製造系子会社である岡部精工株式会社を岡部機工株式会社へ合併。岡部機工株式会社千葉工場とする。
  - 6月 - 東証一部上場。
  - 9月 - 不動産部を独立させ、岡部開発株式会社を設立。
- 1993年10月 - 千葉県野田市に構造実験センターを新設。
- 1998年4月 - ベースパック事業部を独立させ、岡部構造システム株式会社を設立。
- 2000年10月 - 中国への事業展開に備えて香港企業の株式を取得し、商号を香港岡部有限公司とした（2010年1月、所有する全株式を売却）。
- 2001年
  - 1月 - 全国16社の販売子会社を合併し、仮設・型枠・建材関連商品を一括して扱う岡部建材株式会社を設立。岡部テック、岡部構造システム、岡部ファスニングの3社を合併し、構造機材関連製品を扱う岡部ストラクト株式会社を設立。
  - 7月 - 岡部建材を存続会社として、製造子会社の岡部機工を吸収合併させ、建設領域事業における3事業会社体制（岡部建材、岡部ストラクト、岡部土木）を確立。当社はグループの総本社として持株会社体制に移行。
  - 9月 - 岡部建材の京滋支店・兵庫支店と、小林産業の建材土木部が合併、新会社・関西岡部株式会社を設立。
- 2002年5月 - アメリカに建設資材関連の製商品の販売を主体とする会社、オー・シー・エム・インク（OCM,INC.）を設立。
- 2003年1月 - 岡部土木株式会社が岡部テクノシステム株式会社を吸収合併。
- 2005年
  - 1月 - 当社を存続会社として、事業子会社の岡部建材、岡部ストラクト、岡部土木を吸収合併し、事業会社として一体化した新体制に移行。
  - 4月 - 自動車関連製品事業の拡大のため、米国にオカベ・ホールディング USA, Inc.（連結子会社）を全額出資により設立し、同社を経由して、米国において自動車用バッテリー端子の製造販売事業を展開しているウォーターグレムリン　Co.（連結子会社）の株式を全株取得。
- 2006年1月 - 株式会社東岡製作所が地域製造子会社７社を吸収合併し、商号をOMM株式会社に変更。
- 2007年
  - 1月 - 関西岡部株式会社を吸収合併し、関西支店に変更。
  - 4月 - 当社を分割会社として、当社の土木事業部門を新たに設立する岡部シビルエンジ株式会社（連結子会社）に承継。
  - 9月 - オカベ・ホールディングUSA,Inc.（連結子会社）を経由してイタリアにおいて自動車用バッテリー部品の製造販売事業を展開しているアクイラ・ピオンボS.r.l.（連結子会社）（現・ウォーターグレムリン・アクイラカンパニーS.p.A.）の株式を全株取得。
- 2008年12月 - オカコー四国株式会社を解散。四国営業部を設立し、四国エリアにおいて営業を開始。
- 2009年3月 - 山陽岡部株式会社を解散。中四国支店を設立し、四国エリアに加え、中国エリアにおいても営業を開始。全国をカバーする自社販売網が完成。
- 2011年1月 - オカベリース株式会社を吸収合併し、仮設・リースグループに変更。
- 2012年
  - 6月 - 自動車関連製品事業のさらなる拡大のため、中国に長興華泰格林金属製品有限公司（連結子会社）を設立。
  - 7月 - インサート・スペーサー製品等の製造販売事業を譲り受けるため、岡部インダストリー株式会社（非連結子会社）を設立。
  - 8月 - 株式会社タツミと包括的な業務提携契約を締結。
- 2013年4月 - 岡部シビルエンジ株式会社を吸収合併し、土木事業部に変更。